# Große Hardewiek

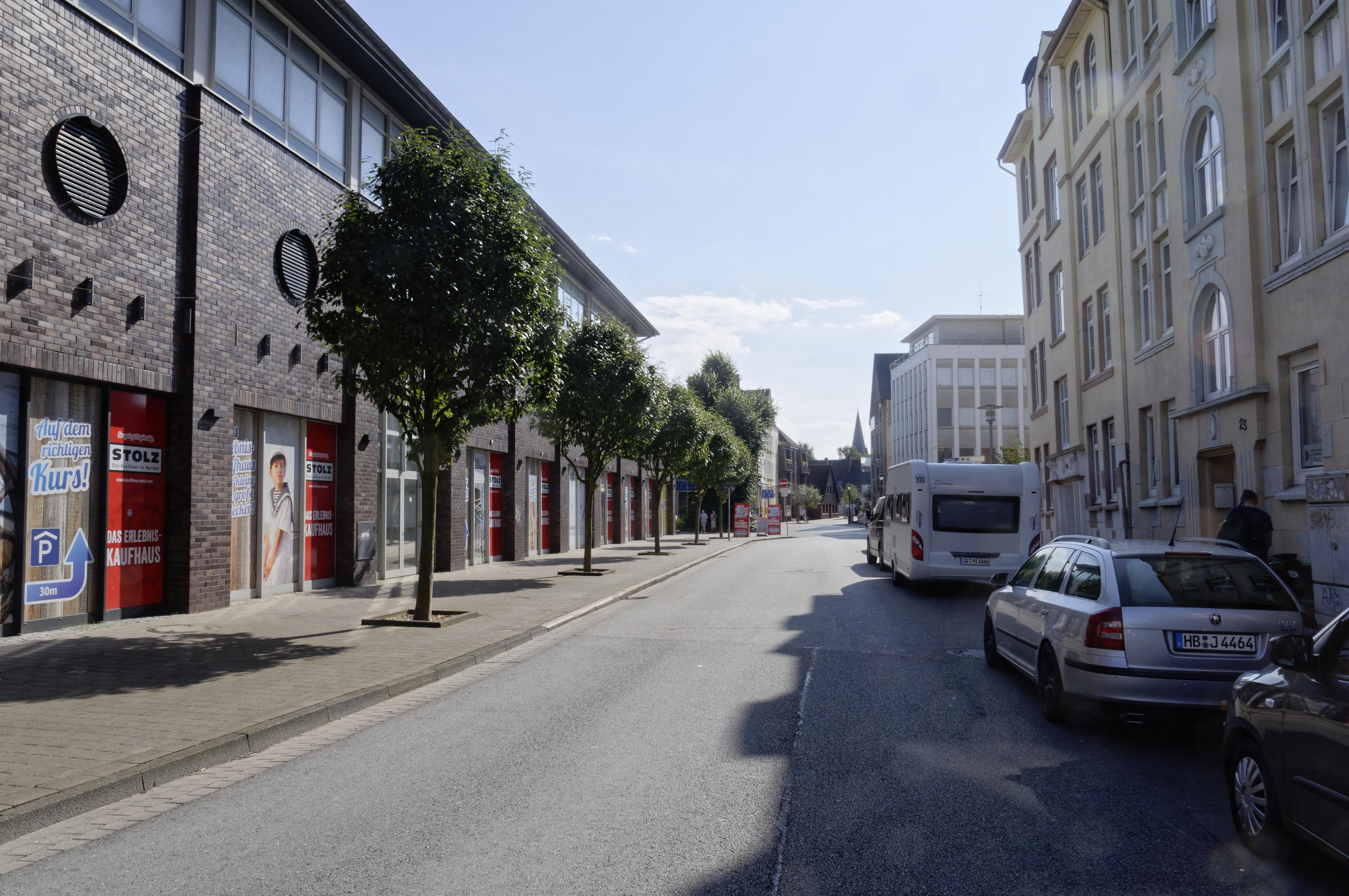
Große Hardewiek

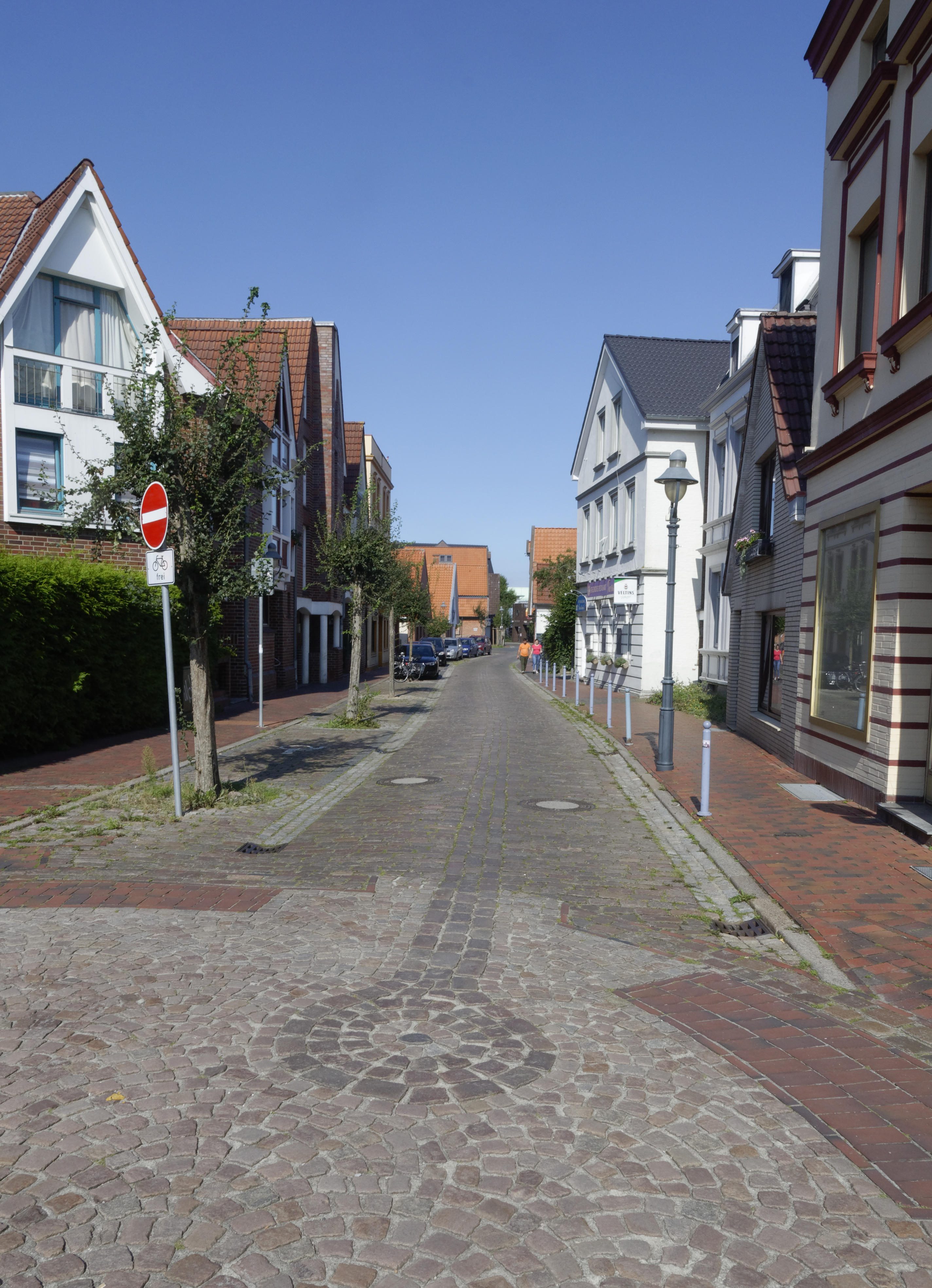
Das Ende der Große Hardewiek

Die Straße Große Hardewiek in Cuxhaven ist eine ca. 0,3 km lange, alte Straße. Sie führt in Süd-Nord-Richtung von der Neustraße bis zur Konrad-Adenauer-Allee und Meyerstraße.

## Nebenstraßen
Die Neben- und Anschlussstraßen wurden benannt als Neustraße, nachdem nach einem Brand die Straße 1775 neu angelegt wurde, Kleine Hardewiek (s. o.), Hadeler Platz nach dem Land Hadeln, Segelckestraße nach dem Schultheißen von Groden-Ritzebüttel und Döse-Altenwalde Ferdinand Hinrich Segelcke (1834–1902), Lehmkuhle nach einem 1645 im Winnungsbuch bei Johann Frese genannten Weg oder Ort, Meyerstraße 1903 nach dem Leiter der Hamburger Baubehörde Franz Andreas Meyer (1837–1901) und Konrad-Adenauer-Allee 1983 nach dem ersten Bundeskanzler.

## Geschichte

### Name
Die Straße wurde benannt nach den niederdeutschen Worten Harde für Hirte und Wiek für Siedlung.

### Entwicklung
Nachdem 1872 Ritzebüttel und Alt-Cuxhaven vereinigt worden waren, erfolgte ein stärkerer Ausbau des Ortsgebietes. Die Straßen Große und Kleine Hardewiek gehören zu den ältesten Straßen in Ritzebüttel. An der Ecke Meyerstraße / Große Hardewiek stand bis 1975 die ehemalige Cuxhavener Meierei von 1884. Die Straße befand sich im städtebaulichen Sanierungsgebiet Ritzebüttel (1975–2007).
Verkehrlich wird die Straße von den Buslinien 1002 bis 1008, 1010, 1018 bis 1024 und 1027 der KVG am Bahnhof/ZOB tangiert.

## Gebäude, Anlagen (Auswahl)
An der Straße stehen zumeist zwei bis dreigeschossige traufen- und giebelständige Geschäfts- und Wohnhäuser aus allen Zeiten seit von um 1900. Die mit D gekennzeichneten Häuser stehen unter Denkmalschutz.
- Nr. 1: Zweigeschossiges Wohn- und Geschäftshaus von um 1900 mit einem Mezzaningeschoss, früher war hier die Gaststätte H. Gäbler
  - Stolperstein zur Erinnerung an Bernhard Rosenthal (* 1885, 1942 ermordet in Theresienstadt), Gerda und Minna Rosenthal (nach 1941 ermordet in Mink), Betty Rosenthal (geflohen und interniert)[3]
- Nr. 4: Zweigeschossiges Gebäude mit Restaurant
- Nr. 9: Eingeschossiges Giebelhaus mit Fahrradgeschäft
- Nr. 15: Dreigeschossiges Wohn- und Geschäftshaus mit mittigem Giebelrisalit
- Nr. 16/17: Ein- und zweigeschossiges Einkaufszentrum mit dem Kaufhaus Martin Stolz von 2017 und dem Parkhaus[4]
- Nr. 22: Viergeschossiges Wohn-, Büro- und Geschäftshaus
- Nr. 32: Dreigeschossige neue Seniorenwohnanlage von 2018 nach Plänen der Architekten Stüren
- Nr. 35: Giebelhaus (D) mit Kunstwerkstatt
- Nr. 36: Giebelhaus (D)
- Nr. 39: Eingeschossiges Giebelhaus mit Kranbalken mit der Bäckerei August Wolff